# コミックZERO-SUM増刊WARD
『コミックZERO-SUM増刊WARD』（コミックゼロサムぞうかんワード）は、一迅社が発行していた漫画雑誌。2003年創刊。当初の発売日は2、5、8、11月の16日で、Vol.18まで刊行。
2008年より、奇数月の16日発売となり、誌名を『ゼロサムWARD』（独立ではなくコミックZERO-SUM増刊のままのマイナーチェンジ）に変更して、号数もリセットされた。2015年5月16日発売のNo.45を以て休刊した。

## 概要
主に『月刊コミックZERO-SUM』連載作家陣の読み切り作品を掲載する目的で創刊された季刊誌。基本的には旧一賽舎系だが、『月刊ComicREX』創刊までは、旧スタジオDNA系の少年漫画色が強い連載や読み切りも掲載されていた。
『月刊ComicREX』が創刊し、『SOUL GADGET RADIANT』『ティンクルセイバーNOVA』『BUS GAMER』『CYNTHIA THE MISSION』などが移籍した後は『月刊コミックZERO-SUM』の連載から派生した外伝的漫画・4コマ漫画及び『月刊コミックZERO-SUM』から移行した作品や、『月刊コミックZERO-SUM』にてデビューした作家の読み切りなどの作品が掲載されることも多くなった。
色彩の賑やかな『月刊コミックZERO-SUM』の表紙とは趣を異にし、表紙は白を背景にすっきりとした印象の絵柄を用いることが多く、マット紙に金色の文字なども使い、垢抜けた印象を与える。

## 休刊後の移籍先
休刊により、ボクラノキセキ（久米田夏緒）は『月刊コミックZERO-SUM』に移籍した。
アルオスメンテ（あき）、佐藤くんと田中さん -The blood highschool（高河ゆん）、ハイガクラ（高山しのぶ）、噂屋（原作：保坂歩、作画：蓮見ナツメ）、WILD ADAPTER（峰倉かずや）は『ゼロサムオンライン』に移籍した。
それ以外は、本誌上で最終回を迎えたり、単行本で完結した。

## 過去の連載作品

### あ行
- アクマゼルマ（御船麻砥）
- A-presto〜ア・プレスト〜（原作：高里椎奈、漫画：十峯なるせ）
- アルオスメンテ（あき）
- Inferno -インフェルノ-（厘のミキ）
- 噂屋（原作：保坂歩、漫画：蓮見ナツメ）
- Weiβ Side B（原作：子安武人、漫画：大峰ショウコ）
- 英雄の親（D・キッサン）
- エビアンワンダーREACT（おがきちか）
- お友達からはじめましょう。（乙ひより）
- 尾形様のところの中原君（加納るり）
- オリンポス（あき）

### か行
- 学天の嵐（神堂あらし）
- カグヤ（ぺぷ）
- 共鳴せよ!私立轟高校図書委員会（D・キッサン）
- きょうもみんな、おえかきがすきです。（赤夏）
- 金銀砂子（赤夏）
- クリムゾン・エンパイア〜Circumstance to serve a noble〜（原作：QuinRose、漫画：双葉はづき）
- ゴッドアニマル（南京ぐれ子）
- コトノハ（魔神ぐり子）

### さ行
- サービスリクエスト!-スピカ不動産賃貸管理部-（シロヒト梨太）
- 最果てのアオ（冬芽沙也）
- 最遊記外伝（峰倉かずや）
- 賽遊記 〜Dice of Destiny〜（峰倉かずや）
- 佐藤くんと田中さん -The blood highschool（高河ゆん）
- 斬バラ!（片桐いくみ）
- JESUS×DOGS（式部玲）
- しかしなにもおこらなかった（D・キッサン）
- しましま（群青）
- 収拾体質（よねやませつこ）
- CYNTHIA_THE_MISSION（高遠るい） - 『月刊ComicREX』に移行した。
- CYNTHIA_THE_MISSION外伝（高遠るい）
- スリーピング・ヴァンパイア（月煮ゆう）

### た行
- 調律葬交 Zyklus;CODE 0≒SCORE（原作：二宮愛、漫画：片桐いくみ）
- ティンダーリアの種（原作：霜月はるか&日山尚、漫画：藤村あゆみ）
- 天使庁（高河ゆん）
- 東海道HISAME−陽炎−（松永空也）
- Dracul（水月博士）
- TRAMP.（藤原ゆう）

### な行
- 20860000（ニイマルハチロクオオルリセット）（遠藤海成）
- ねじまきの庭（榧世シキ）
- ノッキン（群青）

### は行
- ハイガクラ（高山しのぶ）
- 獏〜BAKU〜（びっけ）
- ハヤブサ-真田電撃帖-（松永空也）
- BALLAD〜バラッド〜（なるしまゆり）
- 玻璃月蜉蝣縁物語（はりづきかげろうえにしのものがたり）（原作：高里椎奈、漫画：岩崎美奈子）
- バレスタ never give up!（原作：鷹村コージ、漫画：南条つぐみ）
- 針はあけぼの糸をかし（やましろ梅太）
- バンパイアドール・ギルナザン（雁えりか）
- 緋の纏（乾みく）
- ファンタスティックフォーチュン2 〜リトルマーメイド〜（ゆうきあずさ）
- 不機嫌な名探偵 division-0（渡辺瑞樹）
- ブラックダストポーション（芹川豆）
- べつあに（士貴智志）
- ボクラノキセキ（久米田夏緒）

### ま行
- 真鉄のアガルタ（時任奏）
- 魔術師と私（上田信舟）
- まとちゃん（結城心一） - 『月刊ComicREX』に移行した。
- 魔法使い養成専門 マジックスター学院🟌🟌🟌（南澤久佳）
- 漫画家デビューはしたけれど（魔神ぐり子）
- MR.MORNING（高山しのぶ）
- M,comicer（ミリオネラーコミッカー）（水原けんた）
- 冥界噺（凛野ミキ）
- Mein Ritter〜私の騎士〜（片山愁）

### や行
- 幸村くんは今日も（高田ゆうき）
- ユリイカ症候群（松永空也）

### ら行
- レムルローズの魔女（原作：霜月はるか＆日山尚、漫画：神江ちず）
- ロスト -異界の獣たち-（原作：中村幸子、漫画：川添真理子）